# Gottfried Stucki
Gottfried Stucki (Münsingen, 12 mei 1893 – aldaar, 19 juni 1969) was een Zwitsers componist en muziekuitgever.

## Levensloop
Stucki richtte in 1924 een muziekuitgave te Münsingen op, won verschillende componisten daarvoor hun werken in zijn uitgave te publiceren en componeerde ook zelf. Meestal zijn de eigen werken uit het lichtere genre en op de volksmuziek gebaseerd. Om zijn werken bekend te maken, stichtte hij kleine orkesten en ensembles. Samen met zijn schoonzoon Max Weilenmann, die later ook zijn muziekuitgave bedreef, nom hij rond 200 platen op. 

## Composities

### Werken voor harmonieorkesten
- 100 Jahre Gottfried Stucki 30 verschillende werken
- Anneli-Polka
- Das Waisenkind, wals
- Fröhliche Musikanten
- Matcheuren-Marsch
- Schaumwein, langzame wals
- Saluti Spaghetti
- Sichleten-Walzer
- Vor Elsis Fenster, polka

- International Standard Name Identifier: 0000 0000 7095 8629
- Library of Congress Control Number: no2009118904
- Virtual International Authority File: 96808376
- WorldCat: E39PBJt3X7Qmyj898Tpq6hdfbd